# NGC 1667
NGC 1667 في الفهرس العام الجديد، هي مجرة، تقع في كوكبة النهر. اكتشفت في 1884 بواسطة إدوارد ستيفان.

## روابط خارجية
- NGC 1667 على موقع ويكي سكاي: DSS2, SDSS, GALEX, IRAS, Hydrogen α, X-Ray, Astrophoto, Sky Map, Articles and images